# Enville, Tennessee
Enville är en ort i Chester County i delstaten Tennessee, USA.